# Wabasso millidgei
Wabasso millidgei là một loài nhện trong họ Linyphiidae.
Loài này thuộc chi Wabasso. Wabasso millidgei được Kirill Yuryevich Eskov miêu tả năm 1988.